# João II, Duque de Saxe-Weimar
João II, Duque de Saxe-Weimar (22 de Maio de 1570 – 18 de Julho de 1605), foi um duque de Saxe-Weimar e Jena.

## Biografia
Era o segundo filho de João Guilherme, Duque de Saxe-Weimar e da princesa Doroteia Susana do Palatinado-Simmern.
O seu pai morreu em 1573, quando ele tinha apenas três anos de idade. Uma vez que, na altura, o seu irmão mais velho, Frederico Guilherme I também era menor de idade, o ducado de Saxe-Weimar (que, incialmente, tinha sido atribuído a João) foi governado por uma regência. Em 1586, o seu irmão mais velho atingiu a maioridade e passou a controlar completado o ducado, incluindo Weimar. No entanto, acabaria por morrer em 1602 e foi João quem herdou todo o ducado, uma vez que os seus sobrinhos (os irmão do seu falecido irmão), eram menores de idade.
João interessava-se mais por ciências da natureza e pelas artes do que pelo governo e, por isso, assumiu a regência em nome dos seus sobrinhos com pouca vontade. No entanto, quando eles exigirama  sua herança em 1603, ele resistiu às suas exigências. Finalmente, João e os seus sobrinhos fizeram um tratado no qual dividiram o ducado: Altemburgo ficou para os filhos de Frederico Guilherme I, e Weimar-Jena ficou para João.
Esta linha de Saxe-Altemburgo extinguiu-se em 1672, e todas as suas posses passaram para a linha de Saxe-Weimar, os descendentes de João.

## Família
João casou-se em Altemburgo a 7 de Janeiro de1593, com a princesa Doroteia Maria de Anhalt. Juntos, tiveram doze filhos:
1. João Ernesto I, Duque de Saxe-Weimar (21 de Fevereiro de 1594 – 6 de Dezembro de 1626), duque de Saxe-Weimar de 1615 até à sua morte. Morreu solteiro e sem descendência.
2. Cristiano Guilherme de Saxe-Weimar (nascido e morto a 6 de Abril de 1595).
3. Frederico de Saxe-Weimar (1 de Março de 1596 – 19 de Agosto de 1622), morreu em batalha em Fleurus, na Bélgica, aos vinte-e-seis anos de idade.
4. João de Saxe-Weimar (31 de Março de 1597 – 6 de Outubro de 1604), morreu aos sete anos de idade.
5. Guilherme, Duque de Saxe-Weimar (11 de Abril de 1598 – 17 de Maio de 1662), duque de Saxe-Weimar de 1626 até à sua morte. Casado com a princesa Leonor Doroteia de Anhalt-Dessau; com descendência.
6. Filho nado-morto (11 de Abril de 1598), irmão gémeo de Guilherme.
7. Alberto IV, Duque de Saxe-Eisenach (27 de Julho de 1599 – 20 de Dezembro de 1644), duque de Saxe-Eisenach de 1640 até à sua morte. Casado com a princesa Doroteia de Saxe-Altemburgo; sem descendência.
8. João Frederico, Duque de Saxe-Weimar (19 de Setembro de 1600 – 17 de Outubro de 1628), duque conjunto de Saxe-Weimar. Morreu na prisão aos vinte-e-oito anos de idade.
9. Ernesto I de Saxe-Gota (25 de Dezembro de 1601 – 26 de Março de 1675), duque de Saxe-Gota de 1672 até à sua morte. Casado com a princesa Isabel Sofia de Saxe-Altenburg; com descendência.
10. Frederico Guilherme de Saxe-Weimar (7 de Fevereiro de 1603 – 16 de Agosto de 1619), morreu aos dezasseis anos de idade.
11. Bernardo de Saxe-Weimar (6 de Agosto de 1604 – 18 de Julho de 1639), militar destacado durante a Guerra dos Trinta Anos; morreu solteiro e sem descendência.
12. Joana de Saxe-Weimar (14 de Abril de 1606 – 3 de Julho de 1609), nasceu já depois da morte do pai e morreu aos três anos de idade.

## Genealogia
| João II, Duque de Saxe-Weimar | Pai: João Guilherme, Duque de Saxe-Weimar  | Avô paterno: João Frederico I, Eleitor da Saxônia | Bisavô paterno: João, Eleitor da Saxónia                   |
| João II, Duque de Saxe-Weimar | Pai: João Guilherme, Duque de Saxe-Weimar  | Avô paterno: João Frederico I, Eleitor da Saxônia | Bisavó paterna: Sofia de Mecklemburgo                      |
| João II, Duque de Saxe-Weimar | Pai: João Guilherme, Duque de Saxe-Weimar  | Avó paterna: Sibila de Cleves                     | Bisavô paterno: João III, Duque de Cleves                  |
| João II, Duque de Saxe-Weimar | Pai: João Guilherme, Duque de Saxe-Weimar  | Avó paterna: Sibila de Cleves                     | Bisavó paterna: Maria de Jülich-Berg                       |
| João II, Duque de Saxe-Weimar | Mãe: Doroteia Susana do Palatinado-Simmern | Avô materno: Frederico III, Eleitor Palatino      | Bisavô materno: João II, Conde Palatino de Simmern         |
| João II, Duque de Saxe-Weimar | Mãe: Doroteia Susana do Palatinado-Simmern | Avô materno: Frederico III, Eleitor Palatino      | Bisavó materna: Beatriz de Baden                           |
| João II, Duque de Saxe-Weimar | Mãe: Doroteia Susana do Palatinado-Simmern | Avó materna: Maria de Brandemburgo-Kulmbach       | Bisavô materno: Casimiro, Marquês de Brandemburgo-Bayreuth |
| João II, Duque de Saxe-Weimar | Mãe: Doroteia Susana do Palatinado-Simmern | Avó materna: Maria de Brandemburgo-Kulmbach       | Bisavó materna: Susana da Baviera                          |